# Richemont (Sena Marítim)
Richemont és un municipi francès situat al departament del Sena Marítim i a la regió de Normandia. L'any 2007 tenia 471 habitants.

## Demografia

### Població
El 2007 la població de fet de Richemont era de 471 persones. Hi havia 188 famílies de les quals 44 eren unipersonals (24 homes vivint sols i 20 dones vivint soles), 68 parelles sense fills, 64 parelles amb fills i 12 famílies monoparentals amb fills.
La població ha evolucionat segons el següent gràfic:
Habitants censats

### Habitatges
El 2007 hi havia 216 habitatges, 189 eren l'habitatge principal de la família, 18 eren segones residències i 9 estaven desocupats. 210 eren cases i 2 eren apartaments. Dels 189 habitatges principals, 146 estaven ocupats pels seus propietaris, 38 estaven llogats i ocupats pels llogaters i 5 estaven cedits a títol gratuït; 2 tenien una cambra, 9 en tenien dues, 24 en tenien tres, 63 en tenien quatre i 91 en tenien cinc o més. 138 habitatges disposaven pel capbaix d'una plaça de pàrquing. A 92 habitatges hi havia un automòbil i a 73 n'hi havia dos o més.

### Piràmide de població
La piràmide de població per edats i sexe el 2009 era:
| Homes | Edats   | Dones |
| ----- | ------- | ----- |
| 0     | 95 o +  | 4     |
| 0     | 90 a 94 | 0     |
| 0     | 85 a 89 | 8     |
| 4     | 80 a 84 | 8     |
| 16    | 75 a 79 | 12    |
| 8     | 70 a 74 | 16    |
| 20    | 65 a 69 | 16    |
| 20    | 60 a 64 | 20    |
| 16    | 55 a 59 | 12    |
| 8     | 50 a 54 | 20    |
| 8     | 45 a 49 | 8     |
| 16    | 40 a 44 | 16    |
| 12    | 35 a 39 | 24    |
| 8     | 30 a 34 | 8     |
| 8     | 25 a 29 | 16    |
| 20    | 20 a 24 | 4     |
| 8     | 15 a 19 | 12    |
| 8     | 10 a 14 | 20    |
| 12    | 5 a 9   | 12    |
| 4     | 0 a 4   | 12    |

## Economia
El 2007 la població en edat de treballar era de 290 persones, 211 eren actives i 79 eren inactives. De les 211 persones actives 194 estaven ocupades (115 homes i 79 dones) i 17 estaven aturades (5 homes i 12 dones). De les 79 persones inactives 31 estaven jubilades, 16 estaven estudiant i 32 estaven classificades com a «altres inactius».

### Ingressos
El 2009 a Richemont hi havia 193 unitats fiscals que integraven 485 persones, la mediana anual d'ingressos fiscals per persona era de 14.642 €.

### Activitats econòmiques
Dels 13 establiments que hi havia el 2007, 1 era d'una empresa alimentària, 2 d'empreses de fabricació d'altres productes industrials, 3 d'empreses de construcció, 3 d'empreses de comerç i reparació d'automòbils, 1 d'una empresa de transport, 2 d'empreses immobiliàries i 1 d'una empresa de serveis.
Dels 3 establiments de servei als particulars que hi havia el 2009, 1 era un guixaire pintor, 1 fusteria i 1 electricista.
Dels 3 establiments comercials que hi havia el 2009, 1 era una botiga de més de 120 m², 1 una botiga de menys de 120 m² i 1 una fleca.
L'any 2000 a Richemont hi havia 19 explotacions agrícoles que ocupaven un total de 660 hectàrees.

## Equipaments sanitaris i escolars
El 2009 hi havia una escola elemental integrada dins d'un grup escolar amb les comunes properes formant una escola dispersa.

## Poblacions més properes
El següent diagrama mostra les poblacions més properes.